# Centar za ženske studije Rijeka
Centar za ženske studije (skraćeno: CZS Ri) je znanstveno-istraživačka platforma za spajanje znanosti, umjetnosti i aktivizma, te povezivanje studenata, istraživača, znanstvenika, umjetnika, dionika civilnoga društva i angažiranih građana oko tema vezanih uz feminizam, rodnu teoriju, kritičku teoriju i teoriju seksualnosti.
Centar kroz svoj rad doprinosi stvaranju društva jednakih prilika za sve građane, širi svijest o važnosti rodne ravnopravnosti, o ljudskim pravima žena, kao i o pravima drugih ranjivih skupina. Primarni cilj Centra kontinuirano je informiranje i educiranje svih sudionika društvene zajednice, kao i poticanje suradnje među znanstvenicima koji djeluju pri Sveučilištu u Rijeci, na Filozofskom fakultetu u Rijeci, a čiji se znanstveni rad temelji na feminističkim i rodnim teorijama ili ih se dotiče, bez obzira na disciplinu ili područje (primjerice filologija, psihologija, studiji medija i kulture itd.).

## Povijest
Otvoren je 1. ožujka 2016. godine pri Filozofskom fakultetu u Rijeci. Brigita Miloš, poslijedoktorandica pri Odsjeku za kulturalne studije Filozofskog fakulteta Sveučilišta u Rijeci, gdje je zaposlena od 2012. godine, prva je, i za sada jedina, koordinatorica Centra. Tijekom akademske godine 2015./2016. aktivno je sudjelovala u inicijativi za pokretanje nekog oblika akademski prepoznatog rodnostudijskog i feminističkog poučavanja i učenja. Inicijativa se okončala uspostavom Centra za ženske studije pri Filozofskom fakultetu u Rijeci (Odluka Senata Sveučilišta u Rijeci o uspostavi Centra od 1. ožujka 2016.), kao prve akademske ustrojbene jedinice u tom području u Republici Hrvatskoj. 

## Ciljevi
1. Poticanje informiranosti, povezanosti i suradnje znanstvene razmjene neovisno o disciplinama.
2. Poticanje interdisciplinarnog pristupa istraživanju na Sveučilištu u Rijeci.
3. Ostvarivanje suradnje Centra s domaćim i međunarodnim visokoobrazovanim pojedincima.
4. Predstavljanje i promicanje znanstvenog i stručnog rada na temu feminističke i rodne teorije seksualnosti te spolnih i rodnih identiteta.
5. Pokretanje interdisciplinarnog digitalnog časopisa, objavljivanje novih prijevoda, monografija i knjiga o domaćim istraživanjima.
6. Pokretanje kolegija i drugih obrazovnih programa na preddiplomskoj, diplomskoj i/ili poslijediplomskoj razini.

## Projekti i programi
- Kino učionica: Program namijenjen feminističkom i rodnoteorijskom čitanju filma i drugih vizualnih umjetnosti u prostoru Art-kina Croatia u Rijeci. Cilj programa poticanje je dijaloga između studentica kulturalnih studija FFRI, građanki i građana, feministkinja i drugih aktivista, znanstvenika te vizualnih umjetnika. Program je do sredine 2021. imao tri ciklusa: Gledaj mizoginiju, Marginalne i Pogled (P)otpora. Program je financijski podržao SKC i Grad Rijeka.[5]
- Lady – istraživanje nasilja nad starijim ženama: Istraživački projekt Udruge za pomoć ovisnicima "Vida" Rijeka u partnerstvu s CZS Ri. Kroz kvalitativna istraživanja putem fokus grupa, studije slučaja i medijske analize diskursa nastojalo se doprijeti do boljeg razumijevanja fenomena nasilja nad starijim ženama.[6]
- HOOD – humano obrazovanje, odgovorno društvo: U sklopu projekta udruga LORI je kroz partnerstvo s CZS Ri, Udrugom Pariter i SOS pokrenula kolegij "Rod, seksualnost i identiteti – od opresije do ravnopravnosti".[7][8] Ovo je prvi kolegij na Sveučilištu u Rijeci koji kroz metodu društveno korisnog učenja povezuje teme ljudskih prava, LGBTIQ+ tematike, rodno uvjetovanog nasilja, rodne ravnopravnosti, feminističke i rodne teorije te teorije seksualnosti. Metoda društveno korisnog učenja podrazumijeva povezivanje zajednice s visokoobrazovnom ustanovom, a studenti svojim angažmanom na kolegiju postaju nositelji društvenih promjena u lokalnoj zajednici. Projekt je financiran sredstvima iz Europskog socijalnog fonda.

## Vanjske poveznice
- Službena web-stranica